# Mehrnoush Rahmani
Mehrnoush Rahmani (Teheran, 12 september 1982) is een Nederlandse actrice met Perzische roots. Ze staat bekend om haar bijzondere transformatievermogen. In 2014 studeerde Rahmani af aan de acteursopleiding op de Toneelacademie Maastricht. Begin 2015 werd ze bekend bij het grote publiek door haar rol van Samantha Fardjam in de televisieserie Moordvrouw.

## Filmografie

### Film
- 2020: Buiten is het Feest - Ambtenaar
- 2020: Vlinders - Sophie
- 2019: What you and I share with Salmon - Zaide
- 2017: One, no one, 100.000 - Lena
- 2014: 2/11 Het spel van de wolf - Latifa
- 2013: Your First - Daria
- 2013: Witnesses - Lisa
- 2012: De Maan van Anouar - Mahvashhey

### Televisie
- 2021: BuZa - Justine Magita
- 2020: Mocro Maffia: Komtgoed - Advocaat
- 2020: Dit zijn wij - Dokter
- 2019: Bad Influencer - Erhan
- 2018: Flikken Rotterdam - Roxi
- 2017: Oh mijn Hemel - diverse rollen
- 2017: De mannentester - Justine Egmond
- 2017: De mannen van dokter Anne - Shirin
- 2015-2017: Moordvrouw - Samantha Fardjam
- 2015: Noord Zuid - Maryam
- 2013: Goodmornin’ (webserie) - Vamp
- 2012: Gerede Twijfel - Naheed

## Theater
- 2019: Cleopatra - Cleopatra
- 2017-2019: Disconnect - Roxanne
- 2016: Dijkdrift - La Femina
- 2015: Pentamerone - Renzolla / Luna/ Mirte/ Fee
- 2014: Gejaagd door de wind - Miss Pittypat / Prissy/ Honey/ Yankey woman
- 2013: De goede mens van Sezuan ('Der gute Mensch von Sezuan') - Shin
- 2013: De kaart en het gebied - Savi / Jasselin / Marily